# Braunschweigische Landeszeitung

Titelseite der Probenummer vom 28. November 1880

Die Braunschweigische Landeszeitung war eine vom 28. November 1880 bis zum 15. Februar 1936 in Braunschweig erscheinende Tageszeitung.

## Geschichte

### Anfangsjahre
Die Probenummer der Braunschweigische Landeszeitung kam am 28. November 1880 heraus. Die Zeitung erschien anfänglich zweimal, später einmal täglich. Im Zentrum des Zeitungskopfes befand sich der Braunschweiger Löwe, Der Untertitel lautete: „Organ für Politik, Localgeschichte [sic!], Handels- und Geschäftsverkehr“. Die Zeitung wurde im Verlag von Albert Limbach herausgebracht, ihre politische Ausrichtung wurde im Gründungsaufruf mit „liberal“ angegeben. Sehr bald schon stellte sich jedoch heraus, dass das Blatt, das im Herzogtum Braunschweig und nach dem Ersten Weltkrieg im Freistaat Braunschweig eine beherrschende Stellung einnahm, eher nationalliberal und konservativ in der Ausrichtung war. Ab 1890 galt das Blatt als inoffizielles Organ der Nationalliberalen Partei. Der Erfolg der Braunschweigischen Landeszeitung zeigte sich unter anderem daran, dass das Blatt 1897 den innerstädtischen Rivalen, das Braunschweiger Tageblatt aufgekauft hatte.
Nachdem Albert Limbach, der Gründer der Braunschweigischen Landeszeitung, 1890 gestorben war, wechselte das Verlagshaus mehrfach den Eigentümer, bis es 1909 von Oskar Dietel erworben wurde. Dietel war jedoch nur Strohmann des Leohnhardt-Konzerns, dem tatsächlichen neuen Eigentümer des Verlages. Nach Dietels Tod 1917, trat Paul Julius Raabe an seine Stelle. Nach dessen Tod 1928, war sein Sohn Helmuth Raabe Verlagsleiter, verließ das Unternehmen jedoch 1935, um zur nationalsozialistischen Niedersächsischen Tageszeitung nach Hannover zu wechseln.
Die Auflagenstärke der Braunschweigischen Landeszeitung lag um 1890 bei 6000, 1932 bei 16.000 und 1939 (unter anderem Titel) bei 59.000 Exemplaren.

### Zeit des Nationalsozialismus

Die Schlagzeile bezieht sich auf den SA-Aufmarsch in Braunschweig vom 17. und 18. Oktober 1931.

In den Jahren 1930 bis 1933 war Hanns Dohrmann, als Verfasser der Leitartikel der Braunschweigischen Landeszeitung von wesentlicher Bedeutung für deren weitere politische Ausrichtung, machte er doch nun aus dem Blatt ein „Sprachrohr der nationalen Opposition“ und damit allmählich zum Werkzeug für NS-Gedankengut. In diesen Jahren entwickelte sich die Braunschweigische Landeszeitung, obwohl die Auflage eher im mittleren Bereich lag (1932: 16.000 verkaufte Exemplare), zum profiliertesten politischen Organ des Braunschweiger Bürgertums.

### Verbot derBraunschweigischen Landeszeitung
Im Vorfeld der Reichspräsidentenwahl 1932 hatte die Braunschweigische Landeszeitung am 13. Januar 1932 den amtierenden Reichskanzler Heinrich Brüning (Deutsche Zentrumspartei, DZP) scharf angegriffen, in dem sie ihn u. a. beschuldigte, „die Person des ehrwürdigen Reichspräsidenten“ (Paul von Hindenburg) „als Schachfigur“ für seine eigenen politischen Interessen zu missbrauchen. Auf Grundlage der Notverordnung vom 28. März 1931 belegte Joseph Wirth (DZP), Reichsminister des Inneren, die Zeitung mit einem einwöchigen Erscheinungsverbot. Die Braunschweigische Landeszeitung ignorierte indes das Verbot und erschien zunächst weiter. Hintergrund für dieses Verhalten war, dass der Braunschweigische Minister für Inneres und Volksbildung, Dietrich Klagges (NSDAP), sich geweigert hatte, das Ersuchen des Reichsinnenministers umzusetzen. Klagges behauptete, die Zeitung habe „nur Tatsachen aufgeführt“, die sich beweisen ließen. Klagges’ Weigerung hatte allerdings lediglich zum Ziel, sich schützend vor die Braunschweigische Landeszeitung zu stellen, die sich zu diesem Zeitpunkt bereits ideologisch stramm auf NSDAP-Linie befand.
Nachdem das Reichsgericht das Verbot durch Innenminister Wirth jedoch für rechtens erklärt hatte und Reichswehrminister Wilhelm Groener (parteilos), die Umsetzung des Verbots von Klagges gefordert hatte, fügte sich die Braunschweigische Landeszeitung schließlich und stellte ihr Erscheinen vom 28. Januar 1932 für eine Woche ein.
Das Verbot der Braunschweigischen Landeszeitung sowie die Weigerung durch Minister Klagges wurde von den bürgerlichen Tageszeitungen Braunschweigs, wie z. B. dem Braunschweiger Allgemeinen Anzeiger, den Braunschweiger Neuesten Nachrichten und der Braunschweigischen Staatszeitung nicht redaktionell kommentiert. Der Braunschweiger Allgemeinen Anzeiger druckte allerdings die Rechtfertigung der Braunschweigischen Landeszeitung.
Die sozialdemokratische Zeitung Braunschweiger Volksfreund schrieb jedoch, die Braunschweigische Landeszeitung habe den Reichskanzler übel beschimpft und zeigte sich befriedigt, dass der NSDAP-Minister sich dem Recht habe beugen müssen, zeige sein Verhalten doch nicht nur die Missachtung geltenden Rechts durch Klagges, sondern auch dessen Parteilichkeit im Amte.

### VerhältnisBraunschweigische Landeszeitung:Braunschweiger Volksfreund
Unter den in Stadt und Land Braunschweig erschienenen Zeitungen beschäftigten sich

„… keine anderen Braunschweiger Zeitungen […] so eingehend und in solch einer gehässigen Weise miteinander wie die BLZ und der VF. Das Verhältnis zwischen beiden Blättern ist die Geschichte gegenseitiger Diffamierungen und Beleidigungen, die mehrmals zu gerichtlichen Auseinandersetzungen führten. Ursprung dieser Feindschaft ist der gegenseitige Glaube, das andere Blatt stelle die Inkarnation des politisch Bösen, den Staatsfeind, dar.“

Die Braunschweigische Landeszeitung warf dem Braunschweiger Volksfreund unter anderem vor, die persönliche Diffamierung als Mittel des politischen Kampfes zu nutzen. Umgekehrt warf der Volksfreund bereits im Dezember 1930 der Landeszeitung vor, ein „… von jeglicher Tarnung und Hemmung befreites, ausgesprochenes Naziorgan …“ zu sein, bei dem „journalistische Fälschungen und Unterschlagungen“ an der Tagesordnung seien. Bevorzugte Zielscheibe des Volksfreundes war dabei der Leitartikelschreiber Hanns Dohrmann, der als „Nazi-Dohrmann“ bezeichnet wurde.

### Das Ende 1936
Max Amann, Präsident der Reichspressekammer, ordnete auf Grundlage des Gesetzes über die „Schließung von Zeitungsverlagen zwecks Beseitigung ungesunder Wettbewerbsverhältnisse“ an, dass die Braunschweigische Landeszeitung mit den Braunschweiger Neuesten Nachrichten zum 15. Februar 1936 verschmolzen werde. Fortan erschien das Blatt unter dem Titel Braunschweiger Neueste Nachrichten; im Zeitungskopf stand daneben aber immer noch Braunschweigische Landeszeitung.
Am 1. Juni 1941 wurde das Erscheinen einer anderen Zeitung in der Stadt Braunschweig, des Braunschweiger Allgemeinen Anzeigers, eingestellt, woraufhin die Braunschweiger Neuesten Nachrichten in Braunschweiger Landeszeitung umbenannt wurden. Im Untertitel wurden die Benennungen Braunschweiger Neueste Nachrichten und Braunschweiger Allgemeiner Anzeiger weitergeführt. Die Braunschweiger Landeszeitung stellte ihr Erscheinen am 31. August 1944 ein.